# Tephrosia nana
Espèce
Synonymes
- Tephrosia barbigera Baker[1]

Tephrosia nana est une espèce de plantes à fleurs de la famille des Fabaceae et du genre Tephrosia présente en Afrique tropicale.

## Description
C'est une herbe annuelle ou semi-pérenne atteignant 25 à 150 cm de hauteur, avec des tiges hirsutes et des fleurs roses ou pourpres.

## Distribution
L'espèce est présente dans de nombreux pays d'Afrique tropicale de l'ouest à l'est, également vers le sud jusqu'en Angola et en Zambie.

## Habitat
On la rencontre dans les savanes, les marécages, le long des cours d'eau, sur des sols latéritiques, argileux, dans des endroits perturbés, près des cultures ou au bord des chemins.